# This Is It (cântec)
"This Is It" este un cântec a lui Michael Jackson de pe albumul compilație, This Is it, lansat de către casa de discuri Epic pe data de 12 octombrie, 2009.
Sony a menționat ca melodia va fi lansată ca "single" , dar mai târziu a decis că piesa va fi eliberată numai la radio, și să nu fie disponibilă pentru a o cumpăra sau descărca ca o versiune single.
Piesa a fost însă lansată în 1991, Paul Anka permițându-i unui cântăreț portorican, Sa-Fire, să o interpreteze.
Cântecul a fost realizat sub titlul "I Never Heard" de Paul Anka, în colaborare cu Michael Jackson. Piesa urma sa fie inclusă pe un album al lui Anka, însă cei doi nu s-au mai înțeles, iar Jackson a păstrat casetele, Paul Anka primind înregistrarea cântecului.
Atât "I Never Heard" cât și "This Is It" conțin aceeași parte vocală și aceleași acorduri de pian, singura diferență este că "This Is It" cuprinde și câteva efecte noi și voce de fundal realizate de frații lui Michael Jackson.
| Chart (2009)                     | Poziție |
| -------------------------------- | ------- |
| Japan Hot 100                    | 10      |
| Japan Hot Top Airplay            | 7       |
| Japan Adult Contemporary Airplay | 3       |
| Hot Adult Contemporary Tracks    | 19      |
| Hot R&B/Hip-Hop Songs            | 36      |
| Canadian Hot 100                 | 56      |
| UK Radio Airplay Chart           | 16      |

## Versiuni
- Versiune Originală – 3:37
- Versiune Orchestrală - 4:55